# Bündnis der Bürgerstiftungen Deutschlands
Das Bündnis der Bürgerstiftungen Deutschlands vertritt die Interessen der rund 400 deutschen Bürgerstiftungen gegenüber den Akteuren der Zivilgesellschaft und der Öffentlichkeit. Das Team des Berliner Büros informiert, vernetzt und berät Bürgerstiftungen, Gründungsinitiativen und Einzelpersonen mit einer Vielzahl von Angeboten und wirbt für das Modell der Bürgerstiftungen. Diese wurde 2001 von einem Förderkonsortium, bestehend aus Stiftungen und dem Bundesministerium für Familie, Senioren, Frauen und Jugend, ins Leben gerufen. Ihre Hauptaufgaben sind Beratung und Qualifizierung von Bürgerstiftungen, Gründungsinitiativen und Einzelpersonen.

## Struktur
Die Geschäftsstelle mit vier hauptamtlichen Mitarbeiterinnen ist in Berlin, im Haus Deutscher Stiftungen, angesiedelt. Zudem unterstützen 14 ehrenamtliche Regionalkuratoren aus Bürgerstiftungen in den verschiedenen Bundesländern die Arbeit. Das Bündnis der Bürgerstiftungen Deutschlands bietet mit Strategie- und Themenworkshops im Rahmen der BürgerstiftungsPraxis gezielte Qualifizierungsmaßnahmen für Bürgerstiftungen. Zum lokalen Austausch der Bürgerstiftungen untereinander veranstaltet das Bündnis mehrmals jährlich regionale Treffen (Regionaltreffen). Im Rahmen des Arbeitskreises Bürgerstiftungen treffen sich auf Bundesebene einmal jährlich zwischen 100 und 200 Bürgerstiftungsvertreter an verschiedenen Orten in Deutschland. 

## Gütesiegel
Seit 2003 vergibt der Bundesverband Deutscher Stiftungen ein Gütesiegel für Bürgerstiftungen. Das Gütesiegel wird an Bürgerstiftungen verliehen, deren Satzungen die "10 Merkmale einer Bürgerstiftung" erfüllen. Die 10 Merkmale definieren eine Bürgerstiftung als gemeinnützige, parteipolitisch wie konfessionell unabhängige Stiftung von Bürgern für Bürger mit breitem Stiftungszweck und lokalem Aktionsradius. Die Prüfung der Satzung einer Bürgerstiftung auf die 10 Merkmale und die Entscheidung über die Vergabe des Gütesiegels erfolgt durch eine unabhängige Jury aus Bürgerstiftern und Bürgerstiftungsexperten. Im Jahr 2021 trugen 269 Bürgerstiftungen in Deutschland das Gütesiegel.